# Єжи Марр
Єжи Марр (справжнє ім'я та прізвище - Октавіан Завадський ) ( пол. Jerzy Marr ; 21 березня 1901, Лемберг (тепер Львів), Австро-Угорщина - 9 травня 1962, Варшава, ПНР ) - польський актор театру та кіно .

## Біографія
З  1927 року почав зніматися у кіно. Зірка німого кінематографу Польщі. Знявся у 17 фільмах.
Був ініціатором створення кінематографічної секції Союзу польських артистів сцени.
Після закінчення Другої світової війни  присвятив себе театральній діяльності.
Виступав на сценах:
В 1947 - Варшавського театру «Студіо»; 
В 1948 -  Міського театру в Любліні; 
В 1948-1951 - Театр ім. З. Ярача в Ольштині; 
В 1951-1962 - Варшавського театру Людові.

## Фільмографія
- 1927 — Могила невідомого солдата /Mogiła nieznanego żołnierza — Пётр Гловиньский, профессор
- 1927 — Поклик моря /Zew morza — Стах, морский офіцер / королевич, герой роману, який читає Стах
- 1928 — Пан Тадеуш /Pan Tadeusz — Станіслав Щенсні Потоцкий
- 1928 — Тайна древнього роду /Tajemnica starego rodu. Ришард, секретар князя
- 1928 — Невільники життя. За гріхи батьків /Niewolnicy życia. Za grzechy ojców — Владек
- 1929 — Поліцмейстер Тагеєв /Policmajster Tagiejew jako — студент  Хорский, брат Яни
- 1929 — Тайна поштової скриньки / Tajemnica skrzynki pocztowej — інженер Слав Лехович
- 1929 — Під прапором кохання / Pod banderą miłości — Єжи Женський, секретар посольства у Стокгольмі
- 1932 — Пуща / Puszcza
- 1932 — Шахта Л-23 / Szyb L-23 — Антек
- 1933 — Іграшка / Zabawka — Юрек Жатошинський, син поміщика
- 1934 — Бійки його дочки/ Awanturki jego córki
- 1935 — Вацусь / Wacuś — Рома, кузен Казі
- 1935 — Рапсодія Балтики — поруччик Єжи Единський
- 1937 — Князьок — танцюрист
- 1938 — Щаслива тринадцятка / Szczęśliwa trzynastka — Єжи Руніч, капельмейстер в театрі Міраж
- 1939/1942 — Заповіт професора Вільчура

Похований у Варшаві на Бруднівському цвинтарі .

## Відзнаки
- Медаль 10-ї річниці Польської Народної Республіки (19 січня 1955)